# Pirttisaari (ö i Päijänne-Tavastland, Lahtis, lat 61,28, long 25,60)
Pirttisaari är en halvö i Finland. Den ligger i sjön Asikkalanselkä och i kommunen Asikkala i den ekonomiska regionen  Lahtis ekonomiska region  och landskapet Päijänne-Tavastland, i den södra delen av landet, 130 km norr om huvudstaden Helsingfors.